# تراموا هالبراشتات
تراموا هالبراشتات (آلمانی: Straßenbahnnetz Halberstadt) سیستم تراموا در شهر هالبراشتات، آلمان است.
این تراموا که در سال ۱۸۸۷ تأسیس شده دارای ۲ خط، ۲۵ ایستگاه و ۱۱٫۷ کیلومتر طول می‌باشد.

## نگارخانه

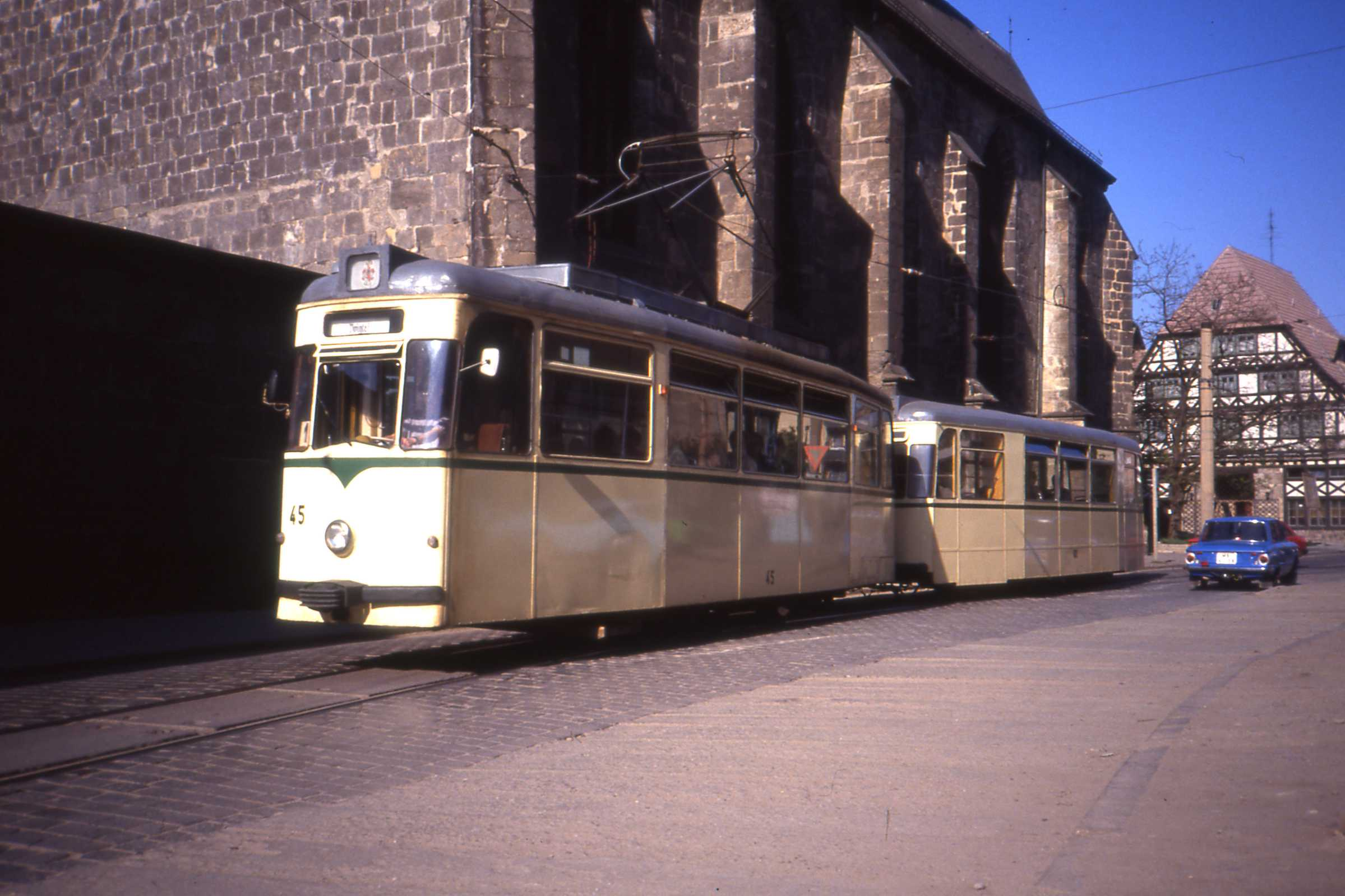
۱۹۹۰
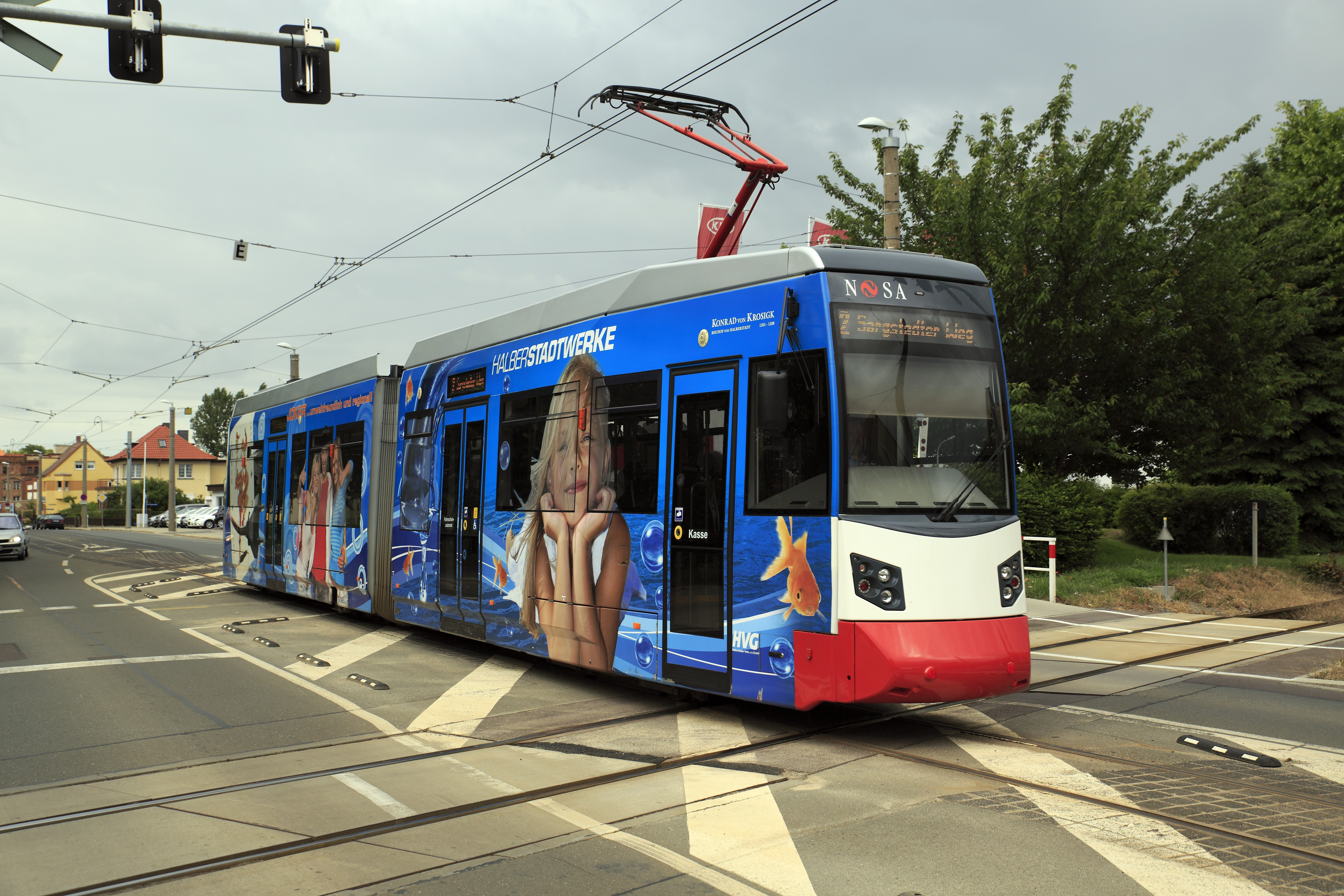
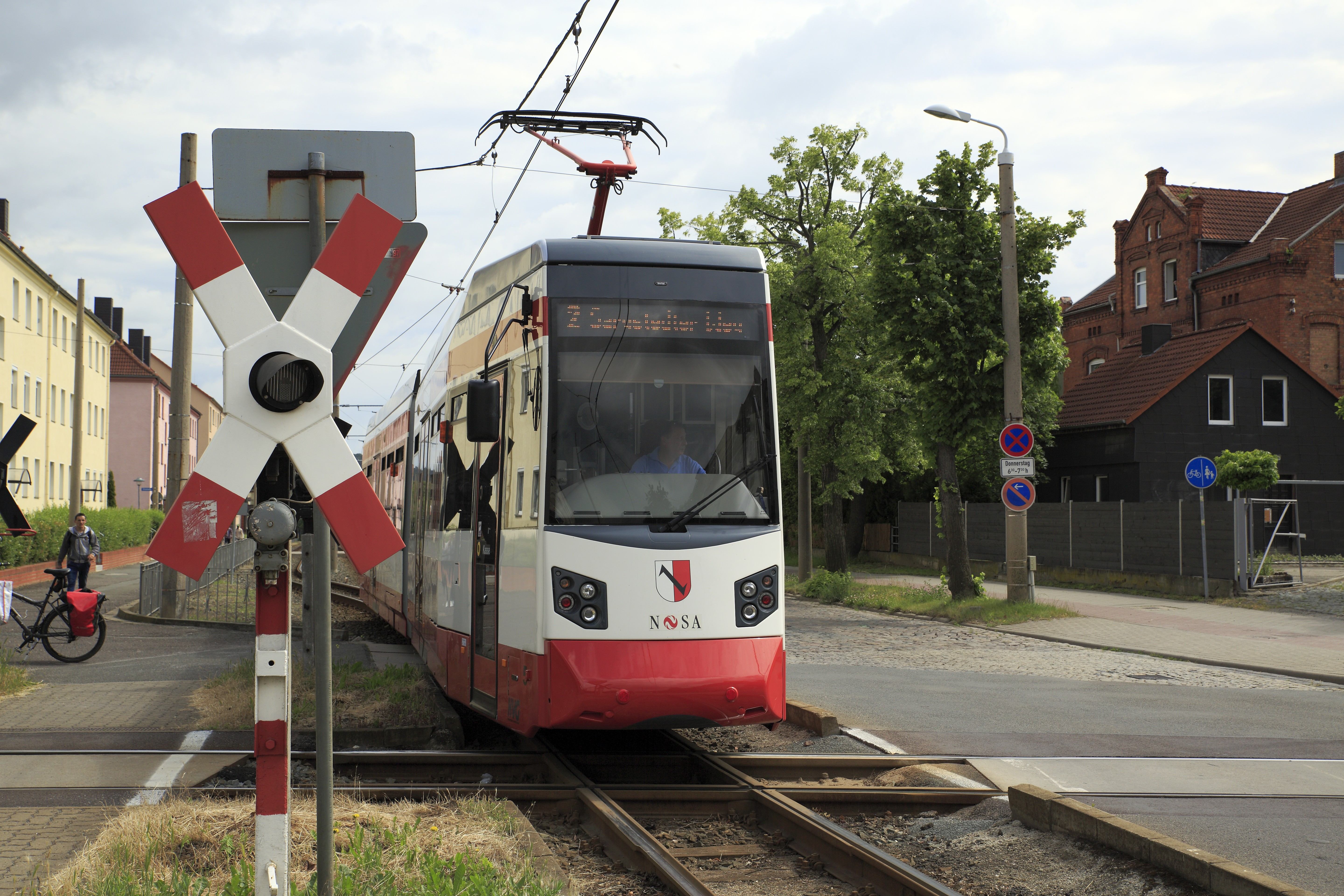
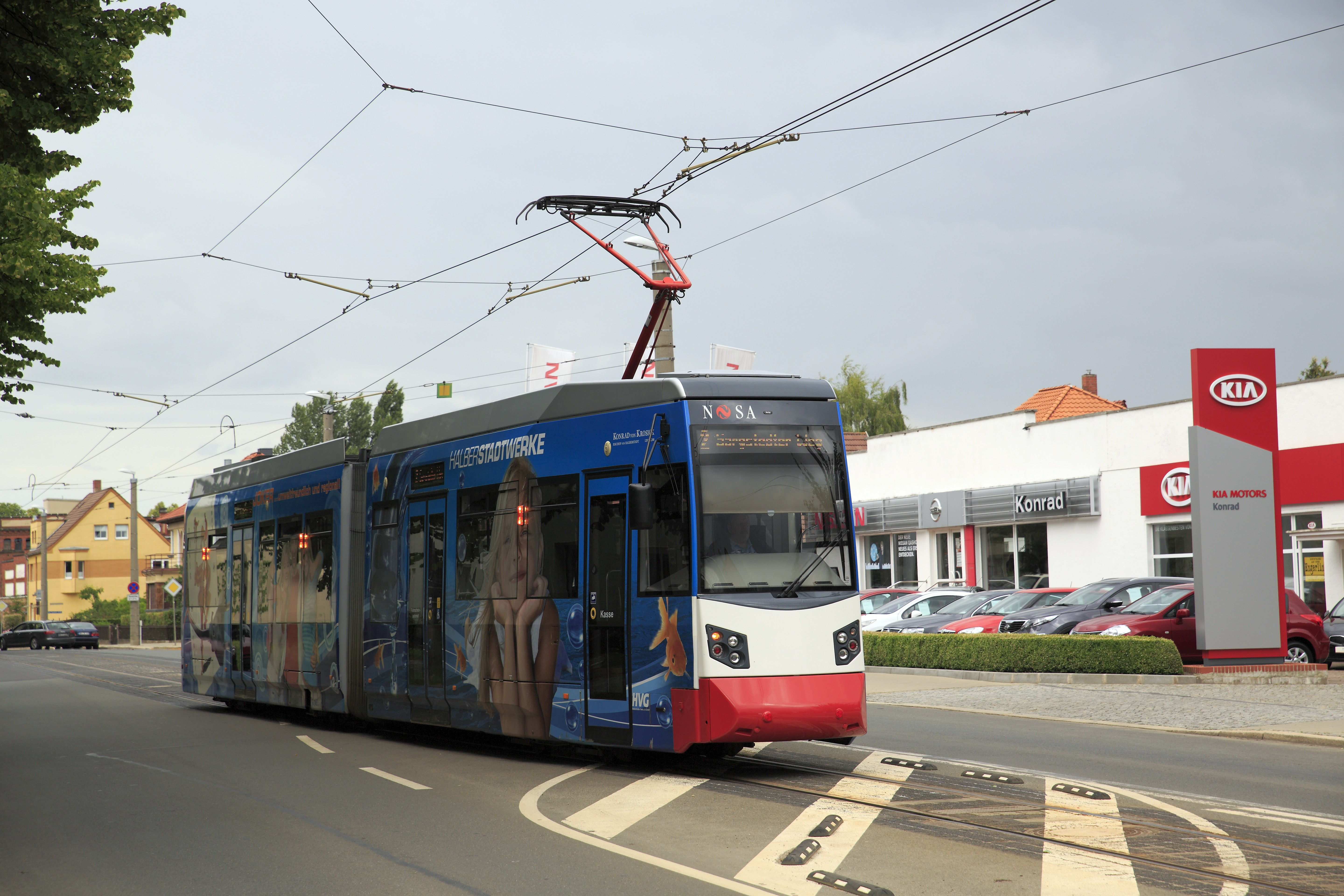